# 活水女子大学
活水女子大学（かっすいじょしだいがく、英語: Kwassui Women's University）は、長崎県にある学校法人活水学院が運営する私立大学。略称は活水、活女。

## 概観

### 大学全体
大学名や法人名である「活水」は、『ヨハネによる福音書』4章10節の「活ける水によってサマリヤの女に天来の福音を説いた」とする記述に因む。
日本私立大学連盟に加盟している。

### 建学の精神（校訓・理念・学是）
活水女子大学の建学の精神として「知恵と命の泉、主イエス・キリストに掬（むす）べよ」が掲げられている。これは、活水学院の創立者エリザベス・ラッセルの「知恵と命の泉、主イエス・キリストにむすべよ。女子に最高水準の教育を」との言葉に基づいている。

### 学風および特色
教職員と特別な場合を除いて、男性のキャンパス内（男子学生の受け入れを開始した看護学部のある大村キャンパスを除く）への立ち入りは禁止されている。
2014年度以降、学部1年生は、自宅での新聞の購読を義務づけられ、1年間、新聞スクラップの作成を行わなければならない。同時に、教養教育カリキュラムが全面的に改正され、20名程度の「教養セミナーⅠ・Ⅱ」（各2単位）の履修が新たに必修となり、学部・学科混成の少人数クラスにおいて、大学で学習・研究を進めるために必要とされる基礎的な能力を身につける教育がおこなわれる。
2014年度から、国連アカデミック・インパクトの加盟校となった。毎年、高校生を対象とした英語プレゼンテーションコンテストが行われており、国連の理念に関わるテーマが設定される。
教員養成学部はおかれていないが、教職課程での教育にも力を入れており、家庭科や音楽科、養護教諭など、採用数が少ない区分の教員採用試験にも合格者を出している。また、神戸親和女子大学の通信教育課程を併修することにより、小学校教諭の免許を取得することが出来る。

## 沿革
活水女子短期大学#沿革・活水中学校・高等学校#沿革も参照。
- 1879年（明治12年）12月 - 活水女学校を創設
- 1882年（明治15年）6月 - 現校地に校舎を新築
- 1887年（明治20年）4月 - 初等科、中等科、高等科、神学科、技芸部を設置
- 1911年（明治44年）4月 - 中等科と高等科を合併して大学部に組織を変更。大学部と別に専門部を設置。初等科を高等女学部に改組、小学部課程を6年制とする
- 1918年（大正7年）7年 - 活水校章の制定
- 1919年（大正8年）3月 - 活水女学財団法人の設立認可。大学部を活水女子専門学校（英文科）に改組
- 1922年（大正11年）4月 - 専門部に家政科を設置
- 1923年（大正12年） - 神学部が日本女子神学院に統合[5]
- 1944年（昭和19年）
  - 2月 - 活水女学校高等女学部を活水高等女学校に改組
  - 4月 - 専門部家政科、音楽科を専門学校に昇格認可
- 1948年（昭和23年）1月 - 女子専門学校の栄養保健科が栄養士養成施設に指定される
- 1950年（昭和25年）3月 - 女子専門学校を女子短期大学（英文科、家政科、音楽科）に改組
- 1951年（昭和26年）3月 - 活水女学財団法人を学校法人活水学院に改組
- 1979年（昭和54年）12月 - 創立100周年記念式典、行事を挙行
- 1981年（昭和56年）
  - 1月 - 活水女子大学文学部英文学科、日本文学科設置認可
  - 4月1日 - 活水女子大学開学。文学部英文学科、日本文学科を設置
- 1991年（平成3年）3月 - 大学院文学研究科英文学専攻修士課程を設置認可
- 1993年（平成5年）12月 - 大学音楽学部ピアノ・オルガン学科、声楽学科、音楽制作・教育学科を設置認可
- 1997年（平成9年）12月 - 大学文学部人間関係学科を設置認可
- 2000年（平成12年）
  - 7月 - 大学文学部現代日本文化学科を設置認可。大学音楽学部に演奏学科、応用音楽学科を設置認可
  - 10月 - 大学文学部の英文学科を英語学科に名称変更認可
- 2001年（平成13年）12月 - 大学健康生活学部食生活健康学科を設置認可
- 2003年（平成15年）11月 - 大学健康生活学部に生活デザイン学科、子ども学科を設置認可
- 2004年（平成16年）
  - 4月 - 大学音楽学部のピアノ・オルガン学科、音楽制作・教育学科を廃止認可
  - 12月 - 創立125周年
- 2005年（平成17年）4月 - 大学文学部の日本文学科、大学音楽学部の声楽学科を廃止認可
- 2008年（平成20年）10月 - 大学看護学部看護学科が設置認可
- 2009年（平成21年）
  - 6月 - 大学音楽学部音楽学科の設置届出が受理される
  - 12月 - 創立130周年を迎える
- 2013年（平成25年）3月 - 大学音楽学部の演奏学科を廃止
- 2014年（平成26年）3月 - 大学音楽学部の応用音楽学科を廃止
- 2018年（平成30年）5月 - 大学文学部を国際文化学部に、大学文学部の現代日本文化学科を日本文化学科に名称変更届出
- 2019年（令和元年）12月 - 創立140周年
- 2023年 (令和5年)　3月　- 大学音楽学部を廃止
- 2024年 (令和6年)　3月　- 大学国際文化学部英語学科・日本文化学科を廃止
- 2025年 (令和7年)　4月　- 男子学生4人が看護学部に入学[6]

## 基礎データ

### 所在地
- 東山手キャンパス（長崎県長崎市東山手町1-50）- 文学部（英語学科、現代日本文化学科、人間関係学科）・国際文化学部（英語学科、日本文化学科）・健康生活学部（生活デザイン学科、子ども学科）
- 新戸町キャンパス（長崎県長崎市新戸町3丁目1004-1）- 音楽学部・健康生活学部（食生活健康学科）
- 大村キャンパス（長崎県大村市久原町2丁目1246-3）- 看護学部

## 教育および研究

### 組織

#### 学部
- 国際文化学部
  - 国際文化学科（2024年4月開設）
  - 英語学科（2024年4月学生募集停止）
  - 日本文化学科（2024年4月学生募集停止）
- 音楽学部 （2024年4月学生募集停止）
  - 音楽学科
    - 演奏表現コース
    - 音楽文化コース
- 健康生活学部
  - 食生活健康学科
  - 生活デザイン学科
  - 子ども学科
- 看護学部
  - 看護学科
    - この学部のみ、2025年4月より男子学生を受け入れている[6][7][注 2]。

#### 大学院
- 文学研究科（修士課程）
  - 英文学専攻

#### 附属機関
- 図書館

## 取得資格
- 国際文化学部
  - 英語学科：中学校教諭一種免許状「英語」、高等学校教諭一種免許状「英語」、学校図書館司書教諭、図書館司書、学校司書課程修了証、日本語教員養成課程修了証、情報処理士・上級情報処理士
  - 日本文学科：中学校教諭一種免許状「国語」、高等学校教諭一種免許状「国語」、学校図書館司書教諭、図書館司書、学校司書課程修了証、日本語教員養成課程修了証、情報処理士・上級情報処理士
- 音楽学部
  - 音楽学科：中学校教諭一種免許状「音楽」、高等学校教諭一種免許状「音楽」、学校図書館司書教諭、図書館司書、学校司書課程修了証、全国音楽療法士養成協議会二種音楽療法士
- 健康生活学部
  - 食生活健康学科：栄養教諭一種免許状、栄養士、食品衛生監視員（任用資格）、食品衛生管理者（任用資格）、健康食品管理士、管理栄養士国家試験、健康運動実践指導者
  - 生活デザイン学科：中学校教諭一種免許状「家庭」、高等学校教諭一種免許状「家庭」、学校図書館司書教諭、図書館司書、学校司書課程修了証、一級建築士、二級建築士及び木造建築士
  - 子ども学科：幼稚園教諭一種免許状、養護教諭一種免許状、図書館司書、学校司書課程修了証、保育士、子ども英語指導者養成課程修了証、准学校心理士
- 看護学部
  - 看護学科：養護教諭二種免許状、看護師国家試験、保健師国家試験、第一種衛生管理者

## 大学関係者と組織

### 大学関係者組織
活水女子大学の同窓会は「活水同窓会」と称し、東山手キャンパス内に事務所を設置している。活水女子大学の前身である活水女学校では1892年に初めての同窓会が開催され、その後、日本国内だけでなく国外にも支部が設けられている。

## 施設

### キャンパス

#### 東山手キャンパス
- 使用学部：全学部
- 使用研究科：大学院文学研究科
- 使用附属施設：図書館・チャペル
- 交通アクセス：長崎電気軌道大浦支線メディカルセンター停留場または長崎自動車「市民病院前」バス停（徒歩4分）

北緯32度44分19.8秒 東経129度52分24.3秒

#### 新戸町キャンパス
- 使用学部：音楽学部、健康生活学部
- 使用研究科：なし
- 使用附属施設：図書館
- 交通アクセス：長崎自動車「大山入口」バス停（徒歩4分）

北緯32度42分27.2秒 東経129度51分57.4秒

#### 大村キャンパス
- 使用学部：看護学部
- 使用研究科：なし
- 使用附属施設：図書館
- 交通アクセス：長崎県交通局「長崎医療センター」バス停（徒歩1分）または「長崎医療センター前」バス停

北緯32度53分37.8秒 東経129度58分20.9秒

### 寮
- 新戸町キャンパス敷地内に楠光寮（なんこうりょう）という大学寮がある。＊現在は廃止

大村キャンパスには活水看護寮がある。

## 対外関係

### 他大学との協定

#### 国際交流協定[11]
- 上海海洋大学
- 上海外国語大学
- 四川外語学院
- ランドルフ大学
- オハイオ・ウエスレヤン大学
- ロッキー・マウンテン大学
- エヴァンズヴィル大学
- ローハンプトン大学
- 培花女子大学
- 梨花女子大学校
- 聖潔大学校
- 仁川大学校
- セントラル・クイーンズランド大学

#### 国内大学との協定
- 神戸親和女子大学 通信教育部 - 通信教育部で関連科目を履修することで、小学校および幼稚園の教員免許を取得することが可能

### 系列校
- 活水中学校
- 活水高等学校